# Arcos de la Frontera
Arcos de la Frontera er en by og kommune i det sydlige Spanien i provinsen Cádiz. Den har et indbyggertal på 31.046 (2024) indbyggere.